# ランナウェイ (シャネルズの曲)
『ランナウェイ』は、1980年2月25日に発売されたシャネルズ（後のラッツ&スター）のデビューシングル。
タイトルは、デル・シャノンの1961年に発表した『悲しき街角』の原題である『Runaway』から転用した。

## 制作
人気アマチュアグループだったシャネルズは、いくつかのCMソングを担当しており、この「ランナウェイ」もパイオニアのラジカセ『ランナウェイ』のCMソングとして当初は1コーラス分のみレコーディングされていたが、その後レコード化されることが決まったため、歌詞とメロディーを付け加えてシングルレコード化されたもので、パイオニアの商品名をそのまま詞に含むCMソングが、ソニー系列のレコード会社から発売される結果になった。
ラジカセ『ランナウェイ』のCM映像の制作を担当した木村俊士から楽曲制作を依頼された音楽ディレクター・椙山由美は、『ランナウェイ』という商品名からオールディーズ風の曲を連想し、「オールディーズ風の曲を書ける人」ということで井上忠夫に作曲、「アメリカのにおいがする湯川れい子さんでお願いします」と井上からの推薦もあって、湯川れい子に作詞を依頼した。ブルー・コメッツ時代にヒットした「ブルー・シャトウ」の歌詞を湯川が批判したことで週刊誌上で論争になり、そのことで湯川は井上には嫌われていると思っていたという。

### 作詞の経過
湯川には、「真夏の空の下、全米を結ぶ旅客鉄道「アムトラック」の列車が駅に入って来て、その列車の前に大きなラジカセの「ランナウェイ」を肩に乗せた金髪の少年がいる」というような映像を見せられ、「30秒と1分のCMを作るので、このシーンに入る詩を」と依頼された。
渡されたデモテープには、井上の声で「ランナウェイ」と歌い出し、それから「ラララァ」となり、「ランナウェイ」で終わっていた。
「ランナウェイ」から、デル・シャノンの「悲しき街角（原題：ランナウェイ）」を脳裏に浮かべ、過去に付き合っていた男性が、遊んでばかりいるので親から受験勉強しろと2階の自室に閉じ込められ、父親の目を盗んで2階から逃げ出し、湯川が待つ有楽町駅のホームにやってきて、「二人だけの遠い世界」へ「連れて行ってあげるよ」と言っており、その言葉が浮かんだという。
この曲がCMから流れると大反響を呼び、後にシングル化されるが、デビュー曲にもかかわらずミリオンセラー・大ヒットした影響で、湯川にも作詞の依頼が次々と舞い込んできた。
当初、歌い出しは「君がとても好きさ」だったが、「歌い出しが『君が』ではインパクトが弱い」という椙山の判断により、作詞の湯川承諾の上で商品名を含む「ランナウェイ〜」に変更された。

## その他の起用
シャネルズのメンバーの一人である田代まさしが主人公として登場し、井上が音楽を担当したファミコン用ゲームソフト『田代まさしのプリンセスがいっぱい』のグッドエンディングでは、メンバー全員でこの曲を演奏する映像が流れる。
1997年には、NTTドコモ関西のCMソングとして赤井英和による替え歌で起用された。

## 音楽性
表題曲の「ランナウェイ」は、アメリカ・ロサンゼルスのライブハウス『ウィスキー・ア・ゴーゴー』でライブを行う際に「ランナウェイ」を披露するため、湯川れい子によって英語バージョンが作詞されており、アルバム『LIVE AT WHISKY A GO GO』に収録されている。

## 記録
CM放映後、CMソングが評判になり、ラジカセ『ランナウェイ』の販売にも大きく影響を及ぼした。デビュー曲にして、110万枚（オリコン集計では約98万枚）を売り上げる大ヒットとなった。

## 収録曲
| 全作詞: 湯川れい子、全作曲・編曲: 井上忠夫。 |                              |            |            |      |
| #                                            | タイトル                     | 作詞       | 作曲・編曲 | 時間 |
| 1.                                           | 「ランナウェイ」             | 湯川れい子 | 井上忠夫   | 3:06 |
| 2.                                           | 「夢見るスウィート・ホーム」 | 湯川れい子 | 井上忠夫   | 2:25 |
| 合計時間:                                    | 合計時間:                    | 5:31       |            |      |